# Paul Anton
Paul Viorel Anton (Bistrița, 10 maggio 1991) è un calciatore rumeno, centrocampista del Győri ETO.

## Caratteristiche tecniche
È un centrocampista difensivo.

## Carriera

### Club
È cresciuto nelle giovanili del Gloria Bistrița.

### Nazionale
Ha esordito con la Nazionale di calcio della Romania il 7 febbraio 2015 in un'amichevole pareggiata 0-0 contro la Bulgaria.

## Statistiche

### Presenze e reti nei club
Statistiche aggiornate al 22 maggio 2020.
| Stagione                      | Squadra                       | Campionato                    | Campionato | Campionato | Coppe nazionali | Coppe nazionali | Coppe nazionali | Coppe continentali | Coppe continentali | Coppe continentali | Altre coppe | Altre coppe | Altre coppe | Totale | Totale | Totale |
| Stagione                      | Squadra                       | Comp                          | Pres       | Reti       | Comp            | Pres            | Reti            | Comp               | Pres               | Reti               | Comp        | Pres        | Reti        | Pres   | Reti   |        |
| ----------------------------- | ----------------------------- | ----------------------------- | ---------- | ---------- | --------------- | --------------- | --------------- | ------------------ | ------------------ | ------------------ | ----------- | ----------- | ----------- | ------ | ------ | ------ |
| 2008-gen. 2009                | Gloria Bistrița               | L1                            | 0          | 0          | CR              | 0               | 0               |                    | -                  | -                  |             | -           | -           | 0      | 0      |        |
| gen.-giu. 2009                | Delta Tulcea                  | L2                            | 27         | 4          | CR              | 0               | 0               |                    | -                  | -                  |             | -           | -           | 27     | 4      |        |
| 2009-gen. 2010                | Gloria Bistrița               | L1                            | 1          | 0          | CR              | 0               | 0               |                    | -                  | -                  |             | -           | -           | 1      | 0      |        |
| gen.-giu. 2010                | Târgu Mureș                   | L2                            | 14         | 0          | CR              | 0               | 0               |                    | -                  | -                  |             | -           | -           | 14     | 0      |        |
| 2010-2011                     | Gloria Bistrița               | L1                            | 20         | 0          | CR              | 2               | 0               |                    | -                  | -                  |             | -           | -           | 22     | 0      |        |
| 2011-2012                     | Gloria Bistrița               | L2                            | 20         | 2          | CR              | 0               | 0               |                    | -                  | -                  |             | -           | -           | 20     | 2      |        |
| 2012-gen. 2013                | Gloria Bistrița               | L1                            | 18         | 1          | CR              | 0               | 0               |                    | -                  | -                  |             | -           | -           | 18     | 1      |        |
| Totale Gloria Bistrița        | Totale Gloria Bistrița        | Totale Gloria Bistrița        | 59         | 3          |                 | 2               | 0               |                    | -                  | -                  |             | -           | -           | 61     | 3      |        |
| gen.-giu. 2013                | Pandurii                      | L1                            | 13         | 3          | CR              | 0               | 0               |                    | -                  | -                  |             | -           | -           | 13     | 3      |        |
| 2013-2014                     | Pandurii                      | L1                            | 29         | 2          | CR              | 1               | 0               | UEL                | 10                 | 0                  |             | -           | -           | 40     | 2      |        |
| 2014-2015                     | Pandurii                      | L1                            | 28         | 1          | CR+CdL          | 2+5             | 0               |                    | -                  | -                  |             | -           | -           | 35     | 1      |        |
| ago. 2015                     | Pandurii                      | L1                            | 4          | 0          | CR+CdL          | 0               | 0               |                    | -                  | -                  |             | -           | -           | 4      | 0      |        |
| Totale Pandurii               | Totale Pandurii               | Totale Pandurii               | 74         | 6          |                 | 8               | 0               |                    | 10                 | 0                  |             | -           | -           | 92     | 6      |        |
| 2015-2016                     | Dinamo Bucarest               | L1                            | 23         | 2          | CR+CdL          | 4+4             | 0               |                    | -                  | -                  |             | -           | -           | 31     | 2      |        |
| ago. 2016                     | Dinamo Bucarest               | L1                            | 1          | 0          | CR+CdL          | 0               | 0               |                    | -                  | -                  |             | -           | -           | 1      | 0      |        |
| 2016-2017                     | Getafe                        | SD                            | 32         | 2          | CR              | 0               | 0               |                    | -                  | -                  |             | -           | -           | 32     | 2      |        |
| 2017-2018                     | Dinamo Bucarest               | L1                            | 19         | 6          | CR              | 1               | 0               | UEL                | 2                  | 0                  |             | -           | -           | 22     | 6      |        |
| Totale Dinamo Bucarest        | Totale Dinamo Bucarest        | Totale Dinamo Bucarest        | 43         | 8          |                 | 9               | 0               |                    | 2                  | 0                  |             | -           | -           | 54     | 8      |        |
| 2017-2018                     | Anži                          | PL                            | 0          | 0          | CR              | 0               | 0               |                    | -                  | -                  |             | -           | -           | 0      | 0      |        |
| lug.-ago. 2018                | Anži                          | PL                            | 2          | 1          | CR              | 0               | 0               |                    | -                  | -                  |             | -           | -           | 2      | 1      |        |
| 2018-2019                     | Kryl'ja Sovetov Samara        | PL                            | 23+2       | 2+0        | CR              | 2               | 1               |                    | -                  | -                  |             | -           | -           | 27     | 3      |        |
| 2019-2020                     | Kryl'ja Sovetov Samara        | PL                            | 17         | 2          | CR              | 1               | 0               |                    | -                  | -                  |             | -           | -           | 18     | 2      |        |
| Totale Kryl'ja Sovetov Samara | Totale Kryl'ja Sovetov Samara | Totale Kryl'ja Sovetov Samara | 42         | 4          |                 | 3               | 1               |                    |                    |                    |             | -           | -           | 45     | 5      |        |
| Totale carriera               | Totale carriera               | Totale carriera               | 266        | 25         |                 | 20              | 0               |                    | 12                 | 0                  |             | -           | -           | 298    | 25     |        |

### Cronologia presenze e reti in nazionale
| Cronologia completa delle presenze e delle reti in nazionale ― Romania | Cronologia completa delle presenze e delle reti in nazionale ― Romania | Cronologia completa delle presenze e delle reti in nazionale ― Romania | Cronologia completa delle presenze e delle reti in nazionale ― Romania | Cronologia completa delle presenze e delle reti in nazionale ― Romania | Cronologia completa delle presenze e delle reti in nazionale ― Romania | Cronologia completa delle presenze e delle reti in nazionale ― Romania | Cronologia completa delle presenze e delle reti in nazionale ― Romania |
| Data                                                                   | Città                                                                  | In casa                                                                | Risultato                                                              | Ospiti                                                                 | Competizione                                                           | Reti                                                                   | Note                                                                   |
| ---------------------------------------------------------------------- | ---------------------------------------------------------------------- | ---------------------------------------------------------------------- | ---------------------------------------------------------------------- | ---------------------------------------------------------------------- | ---------------------------------------------------------------------- | ---------------------------------------------------------------------- | ---------------------------------------------------------------------- |
| 7-2-2015                                                               | Adalia                                                                 | Romania                                                                | 0 – 0                                                                  | Bulgaria                                                               | Amichevole                                                             | -                                                                      | 88’                                                                    |
| 14-2-2015                                                              | Aksu                                                                   | Romania                                                                | 2 – 1                                                                  | Moldavia                                                               | Amichevole                                                             | -                                                                      | 75’                                                                    |
| 24-3-2018                                                              | Netanya                                                                | Israele                                                                | 1 – 2                                                                  | Romania                                                                | Amichevole                                                             | -                                                                      | 72’                                                                    |
| 27-3-2018                                                              | Craiova                                                                | Romania                                                                | 1 – 0                                                                  | Svezia                                                                 | Amichevole                                                             | -                                                                      | 70’                                                                    |
| 5-6-2018                                                               | Ploiești                                                               | Romania                                                                | 2 – 0                                                                  | Finlandia                                                              | Amichevole                                                             | -                                                                      | 47’                                                                    |
| 7-9-2018                                                               | Ploiești                                                               | Romania                                                                | 0 – 0                                                                  | Montenegro                                                             | UEFA Nations League 2018-2019 - 1º turno                               | -                                                                      | 73’ 85’                                                                |
| 10-9-2018                                                              | Belgrado                                                               | Serbia                                                                 | 2 – 2                                                                  | Romania                                                                | UEFA Nations League 2018-2019 - 1º turno                               | -                                                                      |                                                                        |
| 11-10-2018                                                             | Vilnius                                                                | Lituania                                                               | 1 – 2                                                                  | Romania                                                                | UEFA Nations League 2018-2019 - 1º turno                               | -                                                                      | 32’                                                                    |
| 17-11-2018                                                             | Ploiești                                                               | Romania                                                                | 3 – 0                                                                  | Lituania                                                               | UEFA Nations League 2018-2019 - 1º turno                               | -                                                                      | 81’                                                                    |
| 20-11-2018                                                             | Podgorica                                                              | Montenegro                                                             | 0 – 1                                                                  | Romania                                                                | UEFA Nations League 2018-2019 - 1º turno                               | -                                                                      |                                                                        |
| 7-6-2019                                                               | Oslo                                                                   | Norvegia                                                               | 2 – 2                                                                  | Romania                                                                | Qual. Euro 2020                                                        | -                                                                      | 17’                                                                    |
| 12-10-2019                                                             | Tórshavn                                                               | Fær Øer                                                                | 0 – 3                                                                  | Romania                                                                | Qual. Euro 2020                                                        | -                                                                      | 76’                                                                    |
| 15-10-2019                                                             | Bucarest                                                               | Romania                                                                | 1 – 1                                                                  | Norvegia                                                               | Qual. Euro 2020                                                        | -                                                                      | 84’                                                                    |
| Totale                                                                 |                                                                        | Presenze                                                               | 13                                                                     |                                                                        | Reti                                                                   | 0                                                                      |                                                                        |

## Palmarès
- Liga II: 1

Târgu Mureș: 2009-2010